# Hernando de Solier

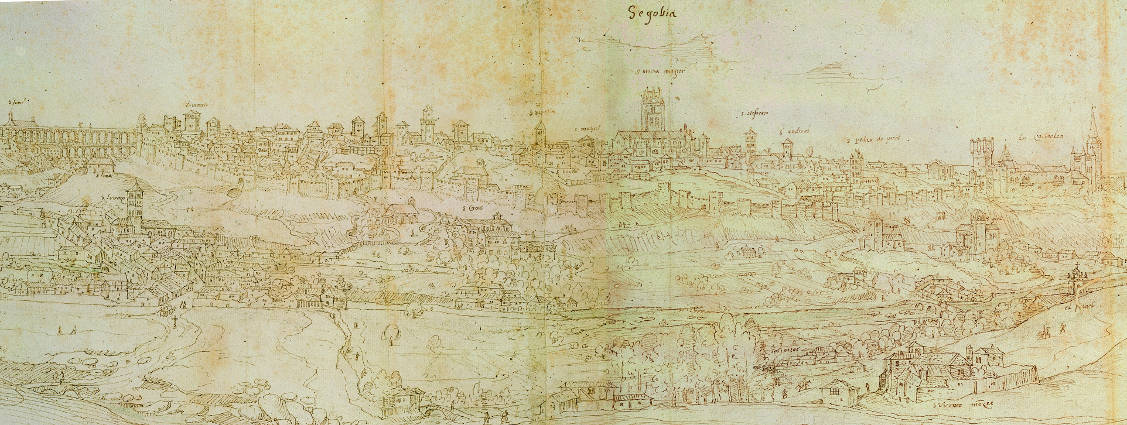
Vista de Segovia, ciudad natal y de fallecimiento de Hernando, en 1562.

Hernando de Solier (Segovia, c. 1526- íb., 23 de julio de 1603) fue un jesuita español de los primeros años de la Compañía de Jesús.

## Biografía
Fue hijo de Francisco de Ávila y Mariana de Monroy. Tuvo al menos otro hermano, Francisco Dávila y Monroy (-1592), que llegaría a ser arcipreste.
Desde los diez a los trece años de edad estudió latín en Segovia, pasando después a Salamanca para estudiar leyes. Llegó a alcanzar en esta universidad el grado de bachiller. Después marchó a Bolonia para finalmente doctorarse in utroque iure. 
Ingresó en la Compañía de Jesús en 1554, siendo recibido por Francisco de Borja que estaba en Medina del Campo. Después fue enviado a España, donde el 11 de junio de 1566 realizó sus votos. Este último hecho se produjo en Valladolid con ocasión de presentarse formalmente los jesuitas ante la corte, de la que estaba ausente Felipe II pero presentes su hermana Juana y su hijo el príncipe Carlos. 
En 1559 tuvo un papel importante en la fundación del colegio de la Compañía de Jesús en Segovia, en que contaba con la ayuda de su pariente y homónimo Fernando, o Hernando, de Solier y del jesuita Luis de Mendoza.
Durante su estancia en la corte trabó amistad con el nuncio Alessandro Crivelli, a quién acompañaría a Italia cuando dejó la nunciatura al ser nombrado cardenal. En Italia acompañaría a Crivelli en distintas misiones encargadas por Pío V. Este mismo pontífice le encargó de algunas cuestiones de importancia como el examen de los penitenciarios de la basílica de San Pedro, la extensión a la Compañía de Jesús de los privilegios de las órdenes mendicantes (1571), o el envío a Indias de reliquias de santos con fines misionales (1572).
En 1574 volvería a Castilla, siendo prepósito de la casa profesa de Valladolid el año siguiente y hasta 1580. En este momento fue acusado por el padre provincial de Toledo, Antonio Cordeses, de cuertas maniobras de corte regalista junto con Luis de Santander y Pedro de Ribadeneira. Estos dos últimos eran buenos amigos de Hernando de Solier.
Después pasó a vivir en su ciudad natal donde moriría en 1603.